# Stasys Nastopka
Stasys Nastopka (ros. Станислав Яковлевич Настопко, Stanisław Jakowlewicz Nastopko; ur. 19 czerwca 1881, zm. 19 października 1938) – rosyjski i litewski wojskowy.

## Życiorys
Ukończył Wileńską Szkołę Junkrów Piechoty w 1907 roku. Służył w armii carskiej, min. w Warszawie w 178 pułku piechoty. W 1909 roku otrzymał awans na porucznika. W latach 1914–1918 brał udział w I wojnie światowej w Galicji. Pod koniec 1916 roku brał udział w walkach o Rygę. Po rewolucji bolszewickiej opuścił armię. 
Od listopada 1918 roku służył w armii litewskiej. W marcu 1919 roku został szefem zaopatrzenia w litewskim Ministerstwie Obrony Narodowej. W 1920 roku przez krótki okres pełni funkcję dowódcy armii litewskiej a następnie został dowódcą I Dywizji, w której skład wchodziły: drugi, czwarty, siódmy i dziewiąty pułk piechoty litewskiej. Po tym jak 9 października 1920 roku Wilno zostało zdobyte przez wojska gen. Lucjana Żeligowskiego, rozpoczęła się przegrana kontrofensywa wojsk litewskich podczas której Nastopka wraz z całym sztabem I Dywizji dostał się do polskiej niewoli. 
W 1921 roku został głównym inspektorem armii. 26 lipca 1924 r. przeszedł na emeryturę. Zmarł w 1938 roku w Birżach, gdzie został pochowany.

## Ordery i odznaczenia
- Order św. Anny II klasy (Imperium Rosyjskie)
- Order św. Anny III klasy (Imperium Rosyjskie)
- Order św. Anny IV klasy (Imperium Rosyjskie)
- Order św. Stanisława II klasy (Imperium Rosyjskie)
- Order św. Stanisława III klasy (Imperium Rosyjskie)
- Krzyż Kawalerski (Rycerski) Orderu Krzyża Pogoni (Litwa)
- Order Pogromcy Niedźwiedzia (Łotwa)
- Medal za Wyzwolenie Kłajpedy (Litwa)